# Sanjida Islam Choya
Sanjida Islam Choya (bengalí: সানজিদা ইসলাম ছোঁয়া)  (Mymensingh, 2001) és una activista bangladeshiana contra el matrimoni infantil.
La seva mare, Liza Akhter, va ser obligada a casar-se de molt jove. El 2014 estudiava a l'escola Nandail Pilot Girls High School de Mymensingh i estava implicada en un fòrum infantil sobre els drets de la infància. Per això tres companys li van explicar que els pares d'una alumna de l'escola li havien concertat un matrimoni. Sanjida Islam Choya va decidir alçar la veu contra aquesta tradició, va anar a l'ONU, a la policia i tots junts van anar a casa de la noia i van aconseguir aturar aquest matrimoni infantil. A la universitat ha impulsat la investigació en aquest àmbit. Sis amics s'apleguen a l'entitat Glashoforing per denunciar els intents de casaments infantils, i d'aquesta manera han impedit 50 matrimonis infantils. El 2022 va ser inclosa a la llista de les 100 dones més inspiradores de la BBC.